# Парламентские выборы во Франции
Парламентские выборы во Франции определяют членов Национального собрания, нижней палаты французского парламента. У этой палаты на протяжении всей истории было несколько названий, в частности: Законодательное собрание во время Великой французской революции, Палата депутатов во время Реставрации, Июльской монархии и Третьей республики, затем, наконец, Национальное собрание при Четвёртой и Пятой республиках.
При Пятой республике с 1958 года все выборы в законодательные органы проводились по мажоритарной системе абсолютного большинства в два тура, за исключением выборов 1986 года.
Последние выборы в законодательные органы прошли 30 июня и 7 июля 2022 года.

## Избирательная система

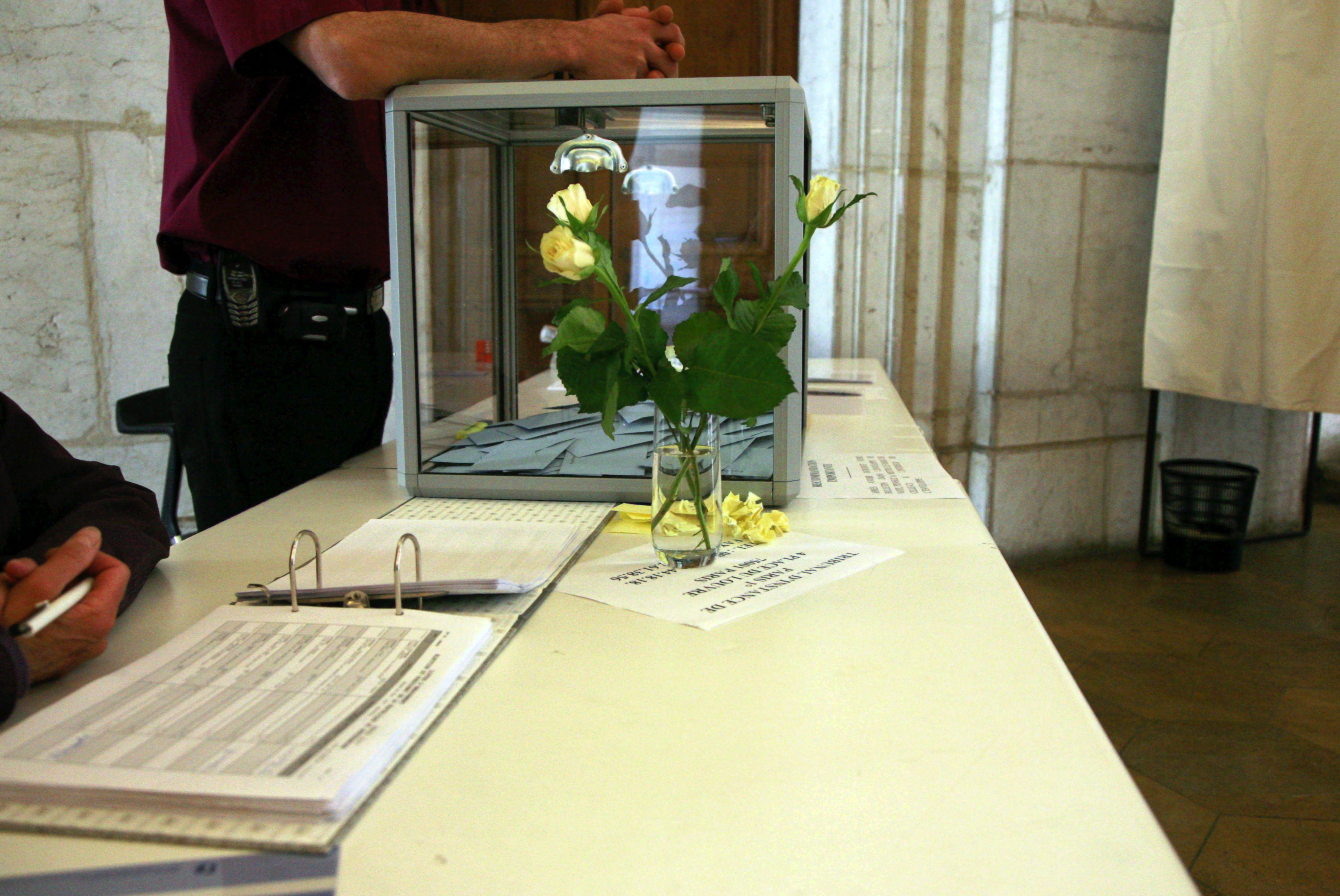
Стандартная прозрачная урна для голосования во Франции. Избиратель кладёт конверт, содержащий имя или список людей, за которых он или она голосует, а затем расписывается в списке избирателей, чтобы избежать двойного голосования.

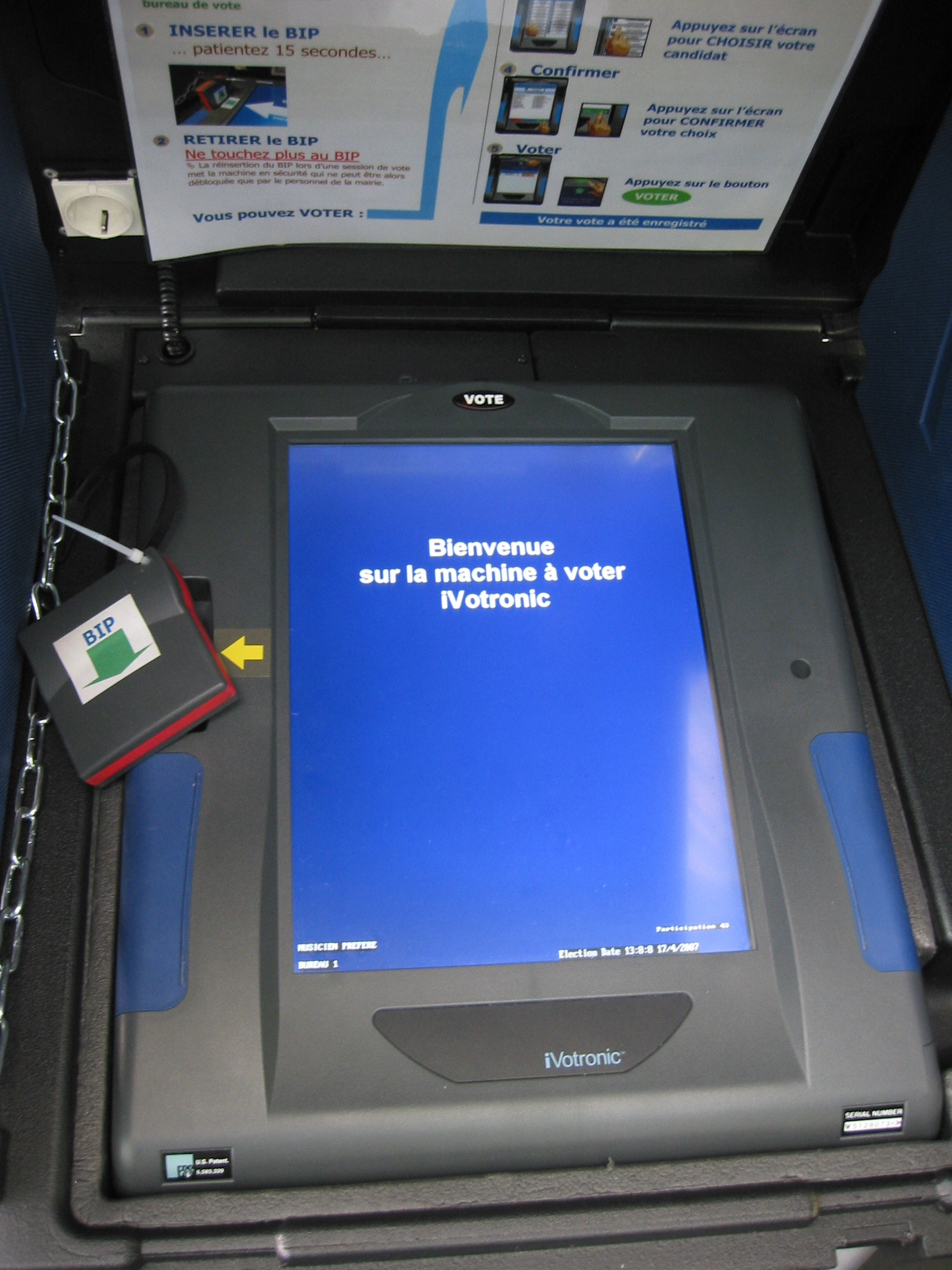
В некоторых французских городах используются машины для голосования.

В отличие от президентских выборов, система голосования на выборах в законодательные органы не закреплена Конституцией. В статье 25 конституции указывается только, что органический закон устанавливает продолжительность полномочий каждого собрания, количество его членов, их вознаграждение, условия избрания, систему дисквалификации и несовместимости. Он также ограничивает количество депутатов до 577 после пересмотра конституции в июле 2008 года.
Способы голосования устанавливаются Кодексом о выборах, который предусматривает выборы по мажоритарной системе абсолютного большинства в два тура: по одному депутату избирается в каждом из 577 избирательных округов. Каждый избиратель имеет один голос: в первом туре кандидат должен, чтобы быть избранным, получить абсолютное большинство поданных голосов, но не менее 25 % зарегистрированных избирателей. Если ни один кандидат не избран, проводится второй тур, который организуется следующим образом:
- во второй тур проходят кандидаты, набравших не менее 12,5 % голосов от числа зарегистрированных избирателей,[1] при наличии не менее двух таких кандидатов
- в противном случае, если только один кандидат или ни один кандидат не соответствует этому условию, во второй тур проходят два кандидата, набравшие наибольшее количество голосов в первом туре.

Во втором туре побеждает кандидат, набравший наибольшее количество голосов, даже если он не набрал абсолютного большинства. В случае равенства голосов избирается самый старый кандидат.
Одновременно с каждым депутатом и в том же избирательном бюллетене избирается его заместитель, который заменит депутата, если его полномочия закончатся досрочно.
С момента установления всеобщего избирательного права (до 1945 г. только мужчины) на выборах в законодательные органы они проводились в соответствии с различными методами голосования.

## Избиратели
Право голоса имеют граждане Франции старше 18 лет, зарегистрированные в списках избирателей. Граждане автоматически регистрируются как избиратели по достижении 18-летнего возраста. Регистрация не является обязательной, но отсутствие регистрации исключает возможность голосования. Граждане других стран Европейского Союза, не могут голосовать на выборах в парламент.
Граждане могут зарегистрироваться либо по месту жительства, либо по месту, где они состоят на учете как плательщики местных налогов не менее 5 лет, но не более чем в одном месте. Граждане, проживающие за границей, могут зарегистрироваться в консульстве, ответственном за регион, в котором они проживают.
Только граждане, официально зарегистрированные в качестве избирателей, могут баллотироваться на государственные должности.
Есть исключения из вышеуказанных правил. Осуждённые преступники могут быть лишены гражданских прав, в том числе права голоса, на определённый срок в зависимости от совершённого преступления. В частности, выборные должностные лица, которые злоупотребляли государственными средствами, могут быть лишены права баллотироваться на национальные государственные должности на срок до 10 лет. Применение таких правил в отношении некоторых политиков вызывает споры; см., например, случай с Аленом Жюппе.
Голосование по доверенности возможно, если гражданин не может беспрепятственно явиться на избирательный участок (причины: проблемы со здоровьем, гражданин не проживает на избирательном участке, находится в командировке или в отпуске, заключён в тюрьму, но ещё не осуждён и не лишён гражданских прав и так далее). В таком случае гражданин назначает доверенное лицо из числа избирателей той же коммуны. Назначение доверенного лица должно быть сделано перед дееспособным свидетелем: судьей, судебным секретарём или сотрудником судебной полиции, или, за пределами Франции, перед послом или консулом. В случае инвалидности или тяжёлой болезни на дом к гражданину для удостоверения назначения может быть направлен сотрудник судебной полиции или его представитель. Процедура призвана избежать давления на избирателей.

## Список выборов

### Революционная Франция
| Выборы | Даты                    | Победившая партия | Лидер            | Голоса | Мест       |
| ------ | ----------------------- | ----------------- | ---------------- | ------ | ---------- |
| 1791   | 29 августа и 5 сентября | «Равнина»         | Никола Кондорсе  | 46,3 % | 345 из 745 |
| 1792   | 25 сентября и 4 октября | «Равнина»         | Лазар Карно      | 51,9 % | 389 из 749 |
| 1795   | 12 и 21 октября         | Термидорианцы     | Поль Баррас      | 42,0 % | 63 из 150  |
| 1797   | 21 марта и 2 апреля     | Клуб Клиши        | Матье Дюма       | 59,3 % | 105 из 177 |
| 1798   | 9 и 18 апреля           | Монтаньяры        | Мари-Жозеф Шенье | 70,7 % | 106 из 150 |
| 1799   | 9 и 16 апреля           | Монтаньяры        | Жан Антуан Дебри | 48,0 % | 240 из 500 |

### Реставрация Бурбонов
| Выборы | Даты                    | Победившая партия | Лидер                             | Голоса | Мест       | Явка   | Монарх (срок)             |
| ------ | ----------------------- | ----------------- | --------------------------------- | ------ | ---------- | ------ | ------------------------- |
| 1815   | 18 и 24 августа         | Ультрароялисты    | Франсуа Режи Лабурдонне           | 87,5 % | 350 из 400 | 56,1 % | Людовик XVIII (1815–1824) |
| 1816   | 25 сентября и 4 октября | Доктринёры        | Арман-Эммануэль дю Плесси Ришельё | 52,7 % | 136 из 258 | н/д    | Людовик XVIII (1815–1824) |
| 1820   | 4 и 13 ноября           | Доктринёры        | Арман-Эммануэль дю Плесси Ришельё | 44,7 % | 194 из 434 | 97,4 % | Людовик XVIII (1815–1824) |
| 1824   | 25 февраля и 6 марта    | Ультрароялисты    | Жан-Батист Виллель                | 96,1 % | 413 из 430 | н/д    | Людовик XVIII (1815–1824) |
| 1827   | 17 и 24 ноября          | Ультрароялисты    | Жан-Батист Виллель                | 43,0 % | 185 из 430 | н/д    | Карл X (1824–1830)        |
| 1830   | 5, 13 и 19 июля         | Ультрароялисты    | Жюль Огюст Арман Мари Полиньяк    | 50,7 % | 282 из 556 | н/д    | Карл X (1824–1830)        |

1. ↑  Раскол среди ультрароялистов привёл к тому что Жан-Батист Виллель не смог сохранить большинство и был вынужден уйти в отставку.
2. ↑  Хотя ультрароялисты во главе с премьер-министром Жюлем Полиньяком смогли получить большинство, король и премьер всё равно остались недовольны новым парламентом и решили распустить его, что спровоцировало Июльскую революцию и смене династии.

### Июльская монархия
| Выборы | Дата        | Победившая партия    | Лидер                       | Голоса  | Мест       | Явка   |
| ------ | ----------- | -------------------- | --------------------------- | ------- | ---------- | ------ |
| 1831   | 5 июля      | Доктринёры           | Казимир Пьер Перье          | 61,4 %  | 282 из 459 | 75,1 % |
| 1834   | 21 июня     | Партия сопротивления | Эдуар Адольф Казимир Мортье | 69,6 %  | 320 из 460 | 75,6 % |
| 1837   | 4 ноября    | Орлеанисты           | Луи-Матьё Моле              | 36,2 %  | 168 из 464 | 76,3%  |
| 1839   | 2 и 6 марта | Партия движения      | Франсуа Жан Доминик Араго   | 52,3 %  | 240 из 459 | н/д    |
| 1842   | 9 июля      | Партия сопротивления | Франсуа Гизо                | 57,95 % | 266 из 459 | н/д    |
| 1846   | 1 августа   | Партия сопротивления | Франсуа Гизо                | 63,3 %  | 290 из 458 | н/д    |

### Вторая Французская республика
| Выборы | Даты                       | Победившая партия | Лидер             | Голоса | Мест       | Явка   | Президент (срок)                  |
| ------ | -------------------------- | ----------------- | ----------------- | ------ | ---------- | ------ | --------------------------------- |
| 1848   | 22—24 апреля 1848          | Республиканцы     | Луи Эжен Кавеньяк | 68,2 % | 600 из 880 | 83,4 % | Луи-Наполеон Бонапарт (1848–1853) |
| 1849   | 13—14 мая 1849             | Партия порядка    | Одилон Барро      | 50,2 % | 450 из 705 | 68,1 % | Луи-Наполеон Бонапарт (1848–1853) |
| 1852   | 29 февраля — 14 марта 1852 | Бонапартисты      | Огюст Адольф Бийо | 86,5 % | 253 из 263 | 63,3 % | Луи-Наполеон Бонапарт (1848–1853) |

### Вторая империя
| Выборы | Даты                      | Победившая партия        | Лидер               | Голоса | Мест       | Явка   | Император (срок)         |
| ------ | ------------------------- | ------------------------ | ------------------- | ------ | ---------- | ------ | ------------------------ |
| 1857   | 28 февраля 5 марта 1857   | Официальные кандидаты    | Шарль де Морни      | 89,1 % | 276 из 283 | 64,5 % | Наполеон III (1852—1870) |
| 1863   | 21—22 июня 5—6 июля 1863  | Официальные кандидаты    | Шарль де Морни      | 74,2 % | 251 из 283 | 72,9 % | Наполеон III (1852—1870) |
| 1869   | 24 мая 1, 6 и 7 июня 1869 | Либеральные бонапартисты | Оливье-Эмиль Оливье | 42,4 % | 120 из 283 | 78,1 % | Наполеон III (1852—1870) |

### Третья Французская республика
| Выборы                                                                               | Даты                         | Победившая партия             | Лидер                                | Голоса | Мест       | Явка   | Президент (срок)                                                                    |
| ------------------------------------------------------------------------------------ | ---------------------------- | ----------------------------- | ------------------------------------ | ------ | ---------- | ------ | ----------------------------------------------------------------------------------- |
| 1871                                                                                 | 8 февраля 1871               | Монархисты                    | Генрих Орлеанский Анри-Шарль д’Артуа | 62,0 % | 396 из 638 | н/д    | Мари-Жозеф-Луи-Адольф Тьер (1871—1873)                                              |
| 1876                                                                                 | 20 февраля 5 марта 1876      | Республиканцы                 | Жюль-Арман Дюфор                     | 73,7 % | 393 из 533 | 77,8 % | Патрис де Мак-Магон (1873–1879)                                                     |
| 1877                                                                                 | 14 и 28 октября 1877         | Республиканцы                 | Жюль-Арман Дюфор                     | 60,0 % | 313 из 521 | 81,3 % | Патрис де Мак-Магон (1873–1879)                                                     |
| 1881                                                                                 | 21 августа и 4 сентября 1881 | Республиканцы                 | Леон Гамбетта                        | 75,4 % | 411 из 545 | 70,5 % | Франсуа-Поль-Жюль Греви (1879–1887)                                                 |
| 1885                                                                                 | 4—18 октября 1885            | Союз левых                    | Анри Бриссон                         | 55,3 % | 323 из 584 | 70,4 % | Франсуа-Поль-Жюль Греви (1879–1887)                                                 |
| 1889                                                                                 | 22 сентября и 6 октября 1889 | Антибуланжисты                | Пьер Тирар                           | 61,2 % | 354 из 578 | 76,5 % | Мари-Франсуа-Сади Карно (1887–1894) Жан-Поль-Пьер-Казимир Казимир-Перье (1894–1895) |
| 1893                                                                                 | 20 августа и 3 сентября 1893 | Республиканцы                 | Жан Казимир-Перье                    | 48,6 % | 279 из 574 | 71,1 % | Мари-Франсуа-Сади Карно (1887–1894) Жан-Поль-Пьер-Казимир Казимир-Перье (1894–1895) |
| 1898                                                                                 | 8—22 мая 1898                | Антидрейфусары                | Жюль Мелен                           | 43,4 % | 338 из 585 | 75,2 % | Феликс-Франсуа Фор (1895–1899)                                                      |
| 1902                                                                                 | 27 апреля и 11 мая 1902      | Блок левых                    | Эмиль Комб                           | 57,4 % | 338 из 589 | 76,1 % | Эмиль-Франсуа Лубе (1899–1906)                                                      |
| 1906                                                                                 | 6 и 20 мая 1906              | Блок левых                    | Фердинанд Саррьен                    | 49,0 % | 357 из 585 | 77,7 % | Клеман-Арман Фальер (1906–1913)                                                     |
| 1910                                                                                 | 24 апреля и 8 мая 1910       | Левоцентристы                 | Аристид Бриан                        | 54,3 % | 352 из 595 | 77,4 % | Клеман-Арман Фальер (1906–1913)                                                     |
| 1914                                                                                 | 26 апреля и 10 мая 1914      | Проправительственная коалиция | Жозеф Кайо                           | 63,3 % | 361 из 602 | 73,2 % | Раймон-Никола-Ландри Пуанкаре (1913–1920)                                           |
| Выборы 1918 года из-за Первой мировой войны (1914—1918) были перенесены на 1919 год. |                              |                               |                                      |        |            |        | Раймон-Никола-Ландри Пуанкаре (1913–1920)                                           |
| 1919                                                                                 | 16 и 30 ноября 1919          | Национальный блок             | Жорж Клемансо                        | 53,4 % | 412 из 613 | 70,2 % | Раймон-Никола-Ландри Пуанкаре (1913–1920)                                           |
| 1924                                                                                 | 11 и 25 мая 1924             | Картель левых                 | Эдуар Эррио                          | 35,4 % | 287 из 581 | 80,7 % | Поль-Эжен-Луи Дешанель (1920) Этьен-Александр Мильеран (1920—1924)                  |
| 1928                                                                                 | 22 и 29 апреля 1928          | Национальный блок             | Раймон Пуанкаре                      | 47,5 % | 280 из 604 | 81,9 % | Пьер-Поль-Анри-Гастон Думерг (1924–1931)                                            |
| 1932                                                                                 | 1 и 8 мая 1932               | Картель левых                 | Эдуар Эррио                          | 45,1 % | 335 из 607 | 81,6 % | Жозеф-Атаназ-Поль Думер (1931–1932) Альбер-Франсуа Лебрен (1932—1940)               |
| 1936                                                                                 | 26 апреля и 3 мая 1936       | Народный фронт                | Леон Блюм                            | 57,2 % | 386 из 608 | 77,8 % | Жозеф-Атаназ-Поль Думер (1931–1932) Альбер-Франсуа Лебрен (1932—1940)               |

1. ↑  Орлеанисты и легитимисты, выступавшие за мир с Германской империей
2. 1 2  Республиканская коалиция, включавшая умеренных республиканцев, республиканцев Гамбетты, левых республиканцев и крайне левых
3. ↑  Республиканская коалиция, включавшая умеренных республиканцев, республиканцев Гамбетты и левых республиканцев
4. ↑  Республиканская коалиция, включавшая Демократический союз, независимых радикалов и левых республиканцев
5. ↑  Республиканская коалиция, включавшая Демократический союз и либеральных республиканцев[фр.]
6. ↑  Республиканская коалиция, включавшая Демократический союз и либеральных республиканцев[фр.].
7. ↑  Правая коалиция, включавшая республиканцев-прогрессистов[фр.], орлеанистов, католиков-республиканцев и антисемитов[фр.].
8. ↑  Левая коалиция, включавшая левых радикалов, радикал-социалистов, левых республиканцев и социалистов[фр.].
9. ↑  Левая коалиция, включавшая радикал-социалистов, левых радикалов, демократов-республиканцев и независимых социалистов[фр.].
10. ↑  Включала радикал-социалистов, левых радикалов, демократов-республиканцев и независимых социалистов[фр.].
11. ↑  Включала радикал-социалистов, правых республиканцев, правых, демократов-республиканцев, республиканцев-социалистов[фр.], Федерацию левых[фр.] и левых демократов[фр.].
12. 1 2  Центристско-консервативная коалиция, включавшая правых республиканцев, демократов-республиканцев, католиков-республиканцев и независимых радикалов.
13. 1 2  Левая коалиция, включавшая социалистов, радикал-социалистов, республиканцев-социалистов, независимых социалистов[фр.] и независимых радикалов.
14. ↑  Левая коалиция, включавшая социалистов, коммунистов, радикал-социалистов и других левых.

### Четвёртая Французская республика
| Выборы | Даты            | Победившая партия     | Лидер             | Голоса | Мест       | Явка   | Президент (срок) |
| ------ | --------------- | --------------------- | ----------------- | ------ | ---------- | ------ | --- |
| 1945   | 21 октября 1945 | «Альянс трёх партий»  | Шарль де Голль    | 74,8 % | 423 из 522 | 81,9 % | С 3 июня 1944 года по 16 января 1947 года обязанности главы государства исполнял Председатель Временного правительства |
| 1946   | 2 июня 1946     | «Альянс трёх партий»  | Жорж-Огюстен Бидо | 75,3 % | 447 из 586 | 81,9 % | С 3 июня 1944 года по 16 января 1947 года обязанности главы государства исполнял Председатель Временного правительства |
| 1946   | 10 ноября 1946  | «Альянс трёх партий»  | Жорж-Огюстен Бидо | 72,1 % | 457 из 627 | 78,1 % | С 3 июня 1944 года по 16 января 1947 года обязанности главы государства исполнял Председатель Временного правительства |
| 1951   | 17 июня 1951    | «Третья сила»         | Рене Жан Плевен   | 50,9 % | 388 из 625 | 80,2 % | Жюль-Венсан Ориоль (1947–1954)                                                                                         |
| 1956   | 2 января 1956   | Республиканский фронт | Пьер Мендес-Франс | 29,2 % | 192 из 595 | 82,8 % | Жюль-Гюстав-Рене Коти (1954–1958)                                                                                      |

1. 1 2 3  Коалиция трёх основных политических сил Сопротивления: ФКП, СФИО и христианских демократов из НРД
2. ↑  Шарль де Голль, будучи беспартийным, являлся лидером и символом французского Сопротивления, главой государства и исполнительной власти как председатель Временного правительства, а также де-факто лидером НРД, участника «Альянса трёх партий»
3. ↑  После того как на референдуме 5 мая 1946 года был отклонён первый проект конституции, Учредительное собрание было распущено и избрано новое собрание для разработки второго проекта.
4. ↑  После того как на референдуме 13 октября 1946 года был одобрен проект конституции, Учредительное собрание было распущено и избрано первое Национальное собрание Четвёртой республики.
5. ↑  Проправительственная коалиция, включавшая социалистов, демократов-социалистов, радикалов, народных республиканцев и умеренных республиканцев, созданная с целью не допустить до власти коммунистов и голлистов.
6. ↑  Левоцентристская коалиция, включавшая социалистов, радикалов, Демократический и социалистический союз сопротивления и социальных республиканцев[фр.], сформированная для противодействия пужадистам и за прекращение войны в Алжире путём переговоров.

### Пятая Французская республика
| Выборы | Дата             | Победившая партия                      | Лидер                    | Голоса  | Мест       | Явка   | Президент (срок)                                 |
| ------ | ---------------- | -------------------------------------- | ------------------------ | ------- | ---------- | ------ | ------------------------------------------------ |
| 1958   | 23 и 30 ноября   | Союз за новую республику               | Шарль де Голль           | 26,4 %  | 189 из 466 | 77,1 % | Шарль де Голль (1958—1969)                       |
| 1962   | 18 и 25 ноября   | Союз за новую республику               | Шарль де Голль           | 40,4 %  | 230 из 476 | 72,1 % | Шарль де Голль (1958—1969)                       |
| 1967   | 5 и 12 марта     | Союз демократов в поддержку республики | Шарль де Голль           | 42,6 %  | 244 из 487 | 70,1 % | Шарль де Голль (1958—1969)                       |
| 1968   | 23 и 30 июня     | Союз защиты республики                 | Шарль де Голль           | 49,8 %  | 367 из 487 | 77,8 % | Шарль де Голль (1958—1969)                       |
| 1973   | 4 и 11 марта     | Союз республиканцев за прогресс        | Пьер Мессмер             | 47,2 %  | 281 из 490 | 81,9 % | Жорж-Жан-Раймон Помпиду (1969—1974)              |
| 1978   | 12 и 19 марта    | Пропрезидентская коалиция              | Раймон Барр              | 50,5 %% | 287 из 488 | 84,7 % | Валери-Рене-Мари-Жорж Жискар д’Эстен (1974—1981) |
| 1981   | 14 и 21 июня     | Социалистическая партия                | Лионель Жоспен           | 49,3 %  | 283 из 491 | 74,5 % | Франсуа-Морис-Адриен-Мари Миттеран (1981—1995)   |
| 1986   | 25 октября       | ОПР/СФД                                | Жак Ширак                | 44,8 %  | 290 из 573 | 78,0 % | Франсуа-Морис-Адриен-Мари Миттеран (1981—1995)   |
| 1988   | 5 и 12 июня      | Социалистическая партия                | Мишель Рокар             | 45,3 %  | 260 из 575 | 69,9 % | Франсуа-Морис-Адриен-Мари Миттеран (1981—1995)   |
| 1993   | 21 и 28 марта    | «Союз за Францию»                      | Джордж Каннинг           | 55,8 %  | 472 из 577 | 67,6 % | Франсуа-Морис-Адриен-Мари Миттеран (1981—1995)   |
| 1997   | 25 мая и 1 июня  | «Плюралистические левые»               | Лионель Жоспен           | 47,8 %  | 320 из 577 | 71,5 % | Жак-Рене Ширак (1995—2007)                       |
| 2002   | 9 и 16 июня      | Союз за народное движение              | Жан-Пьер Раффарен        | 47,3 %  | 357 из 577 | 60,3 % | Жак-Рене Ширак (1995—2007)                       |
| 2007   | 10 и 17 июня     | Союз за народное движение              | Франсуа Фийон            | 46,4 %  | 313 из 577 | 60,0 % | Николя-Поль-Стефан Саркози (2007—2012)           |
| 2012   | 10 и 17 июня     | Социалистическая партия                | Жан-Марк Эро             | 40,9 %  | 280 из 577 | 55,4 % | Франсуа-Жерар-Жорж-Никола Олланд (2012—2017)     |
| 2017   | 11 и 18 июня     | «Вперёд, Республика!»                  | Эдуар Филипп             | 43,1 %  | 308 из 577 | 42,6 % | Эмманюэль-Жан-Мишель-Фредерик Макрон (2017—)     |
| 2022   | 12 и 19 июня     | «Вместе»                               | Ришар Ферран             | 38,6 %  | 245 из 577 | 46,2 % | Эмманюэль-Жан-Мишель-Фредерик Макрон (2017—)     |
| 2024   | 30 июня и 7 июля | Новый народный фронт                   | Коллективное руководство | 25,8    | 180 из 577 | 66,6 % | Эмманюэль-Жан-Мишель-Фредерик Макрон (2017—)     |

1. ↑  Указаны голоса отданные за кандидатов партии во втором туре.
2. ↑  Указана явка во втором туре.
3. ↑  Всего Союз за новую республику и его союзники (Национальный центр независимых и крестьян и другие правые) получили 50,0 % голосов и 402 мандата.
4. ↑  Всего Союз за новую республику и его союзники (независимые республиканцы и другие правые) получили 43,8 % голосов и 268 мандатов.
5. ↑  Правая коалиция «президентского большинства», объединившая голлистов, независимых республиканцев и других правых.
6. ↑  Правая коалиция «президентского большинства», созданная после выборов 1967 года для поддержки генерала де Голля, а затем Жоржа Помпиду (голлисты, независимые республиканцы, прогрессивные демократы[фр.] и другие правые).
7. ↑  Правоцентристская коалиция, созданная в поддержку президента Валери Жискар д’Эстен (ОПР), СФД и другие правые).
8. ↑  Правоцентристская коалиция (ОПР), СФД и другие правые), созданная для борьбы против социалистического правительства.
9. ↑  Альянс левых партий, в который вошли социалисты, коммунисты, левые радикалы, Гражданское движение[фр.] и «Зелёные».